# Condylorrhiza
Condylorrhiza là một chi bướm đêm thuộc họ Crambidae.

## Các loài
- Condylorrhiza epicapna (Meyrick, 1933)
- Condylorrhiza oculatalis (Möschler, 1890)
- Condylorrhiza vestigialis (Guenée, 1854)
- Condylorrhiza zyphalis (Viette, 1958)